# Ubaldo Guardia
Ubaldo Gustavo Guardia Ledezma (nacido el 8 de junio de 1977) es un exfutbolista panameño que jugaba como defensa.

## Trayectoria
Tito Guardia comenzó como profesional en 1998 con el  Tauro, luego se mudó a Europa en el 2002 para jugar en el Sheriff Tiraspol, de Moldavia, donde jugó junto a su compatriota Alberto Blanco. Solo regresó a Tauro en 2005 después de problemas con su liberación por parte del Sheriff. En mayo de 2006 se informó que era un nuevo jugador del equipo colombiano Real Cartagena.
En febrero de 2007, Guardia sufrió una fractura de peroné y ruptura de los ligamentos del tobillo en la parte interna de la pierna izquierda luego de una entrada del capitán del Chepo, Armando Gun. Se dijo que la lesión lo dejó fuera del juego durante más de 4 meses.  se retiró en el Tauro FC en el 2008.

## Carrera internacional

### Categorías inferiores
Fue convocado por la selección sub -23 de Panamá para los Juegos Centroamericanos de 1997.

### Selección absoluta
Guardia debutó con Panamá en un partido amistoso el 7 de enero de 2000 Guatemala en su estancia con la selección jugó 42 partidos y no marco goles. Representó a su país en 8 partidos de clasificación para la Copa Mundial de la FIFA y fue miembro del equipo de la Copa Oro de CONCACAF 2005, que terminó segundo en el torneo.

### Participaciones en selección nacional
| Copa                       | Categoría | Sede           | Resultado    | Partidos | Goles |
| -------------------------- | --------- | -------------- | ------------ | -------- | ----- |
| VI Juegos Centroamericanos | Sub-23    | Honduras       | Subcampeón   | 2        | 0     |
| Copa Uncaf 2001            | Mayor     | Honduras       | Cuarto lugar | 6        | 0     |
| Copa Oro 2005              | Mayor     | Estados Unidos | Subcampeón   | 2        | 0     |
| Copa Uncaf 2007            | Mayor     | El Salvador    | Subcampeón   | 3        | 0     |

## Clubes
| Club                | País     | Año         |
| ------------------- | -------- | ----------- |
| Tauro FC            | Panamá   | 1998 - 2002 |
| FC Sheriff Tiraspol | Moldavia | 2002 - 2003 |
| Tauro FC            | Panamá   | 2003 - 2008 |

## Palmarés

### Títulos nacionales
| Título           | Club                | País     | Año     |
| ---------------- | ------------------- | -------- | ------- |
| Primera División | Tauro FC            | Panamá   | 1998-99 |
| Primera División | Tauro FC            | Panamá   | 1999-00 |
| Primera División | FC Sheriff Tiraspol | Moldavia | 2002-03 |
| Primera División | Tauro FC            | Panamá   | 2006-C  |
| Primera División | Tauro FC            | Panamá   | 2007-A  |